# الهيئة الاستشارية للقطاع العام
الهيئة الاستشارية للقطاع العام (Public sector consulting) في الولايات المتحدة الأمريكية تشير إلى فرع الاستشارات الإداري المنوط بالتعامل مع الحكومات المحلية والإدارية فضلاً عن الوكالات الحكومية.
وتقوم العديد من شركات الاستشارات الإدارية (مثل: ماكنزي (McKinsey) ومجموعة بوسطن الاستشارية (BCG) وشركة بوكومباني (Booz & Company) ومونيتور (Monitor)) بالتزامات القطاع العام كجزء من عملها الشامل.
وكما هو الحال بالنسبة لشركات الاستشارات الإدارية، يتمثل هدف الشركات الاستشارية للقطاع العام في مساعدة المؤسسات على تحسين أدائها بصفة أساسية من خلال تحليل المشكلات القائمة وتطوير خطة التحسين.
وتغطي الشركات الاستشارية للقطاع العام سلسلة كبيرة من المجالات بما في ذلك (على سبيل المثال لا الحصر):
- التعليم
- الدفاع
- الرعاية الصحية
- السياسة البيئية
- الطاقة
- الاقتصاد & التخطيط الإستراتيجي
- التكنولوجيا
- النقل

حيث يكون تدخل الشركات الاستشارية بمثابة الخبراء أو القائمين بالتسهيلات في مشروع ما.